# 裴蔼之
裴蔼之（？—？），字幼重，河东郡闻喜县（今山西省运城市闻喜县）人，出自河东裴氏定著五房之一的南来吴裴，南齐辅国将军、南兗州刺史裴叔业之子，北魏官员。

## 生平
裴蔼之个性轻率，喜好琴书，他的妻弟柳谐善于弹琴，裴蔼之向柳谐学习弹琴，琴技略微逊色。裴蔼之历任通直散骑侍郎，平东将军，安广郡汝阳郡二郡太守，后去世。

## 家庭

### 兄弟
- 裴蒨之，南齐随郡王左常侍，早逝，由儿子裴谭袭爵
- 裴芬之，北魏后将军、岐州刺史、山茌县伯
- 裴简之
- 裴英之

### 夫人
- 河东柳氏，北魏镇南大将军开府从事中郎、汝阴郡太守柳玄瑜之女
- 崔元华，出自清河崔氏定著六房之一的乌水房，北魏使持节、镇东将军、督青州诸军事、度支尚书、青州刺史、文贞侯崔鸿长女[3]